# Philippe Lafontaine
Philippe Lafontaine (Charleroi, 24 de maio de 1955) é um cantor e compositor belga de expressão francófona.

## Biografia
Lafontaine passou um curto período de tempo  num colégio jesuíta que deixou aos 17 ano para seguir uma carreira na música. Os seus primeiros êxitos vieram de escrever e gravar jingles  para comerciais de televisão (incluindo Stella Artois e Coca Cola). Na década de 1980, se uniu à comédia musical "Brel en mille temps", fazendo tournées em Dakar, Moscovo e Leninegrado, e lançou três álbuns . A canção "Cœur de loup" ("Coração de Lobo") foi o seu primeiro êxito e lançou a sua carreira uma vez por todas na Europa. A canção ganhou muitos prémios na Bélgica, França e Québec, no Canadá. Lafontaine representou a Bélgica no Festival Eurovisão da Canção 1990 em Zagreb com sua própria composição, o tema "Macédomienne", que se classificou em 12.º lugar. Em 2001, voltou a participar na comédia musical, compondo  "Celia Free", um musical para crianças e adultos. As suas letras são conhecidas por estarem cheias de duplo sentido.

## Álbuns
1. Ou...? (1978)
2. Pourvu Que Ca Roule (1981)
3. Charmez (1987)
4. Fa Ma No Ni Ma (1989)
5. Affaire (À Suivre) (1988)
6. Machine À Larmes (1992)
7. D'ici (1994)
8. Folklores Imagninaires (1996)
9. Compilation Attitudes (1997)
10. Pour Toujours (1998)
11. Fond De Scene Live (1999)
12. De L'autre Rive (2003)

## Principais singles
- 1980 : Bronzé bronzé
- 1981 : Je ne crie pas, je ne pleure pas
- 1981 : Dis-le moi
- 1987 : Paramour
- 1989 : Cœur de loup
- 1989 : Alexis m'attend
- 1990 : FA MA NO NI MA
- 1990 : Macédomienne
- 1992 : L'amant tequila
- 1992 : Machine à larmes
- 1994 : L'hymne à la boule
- 1994 : Venez Venez Zuela
- 1995 : Eiaio
- 1995 : Si...
- 1998 : Bibi debraye